# Eugalta dravida
Eugalta dravida är en stekelart som först beskrevs av Gupta 1980.  Eugalta dravida ingår i släktet Eugalta och familjen brokparasitsteklar. Inga underarter finns listade i Catalogue of Life.